# Technomyrmex madecassus
Technomyrmex madecassus é uma espécie de formiga do gênero Technomyrmex.